# Ideopsis onina
Ideopsis onina är en fjärilsart som beskrevs av Talbot 1940. Ideopsis onina ingår i släktet Ideopsis och familjen praktfjärilar. Inga underarter finns listade i Catalogue of Life.